# Douilly
Douilly est une commune française située dans le département de la Somme, en région Hauts-de-France.

## Géographie

### Localisation
Douilly est un village rural picard de plateau, situé à 7 km au nord de Ham et à 22 km au sud de Péronne.
Situé dans le département de la Somme, ce village est limitrophe du département de l'Aisne.
La localité est aisément accessible par les anciennes routes nationales RN 337 (actuelle RD 937) et RN 30 (actuelle RD 930).

#### Communes limitrophes
| Croix-Moligneaux | Ugny-l'Équipée |                          |
| Matigny          | Douilly        | Foreste                  |
|                  | Sancourt       | Villers-Saint-Christophe |

### Hameaux et lieux-dits
Margelles, Montizelle et Forest étaient, en 1888, des dépendances de la commune qui avaient leur propre histoire. Elles semblent ne plus avoir d'existence.

### Hydrographie

#### Réseau hydrographique
La commune est située dans le bassin Artois-Picardie. Elle est drainée par la Germaine.

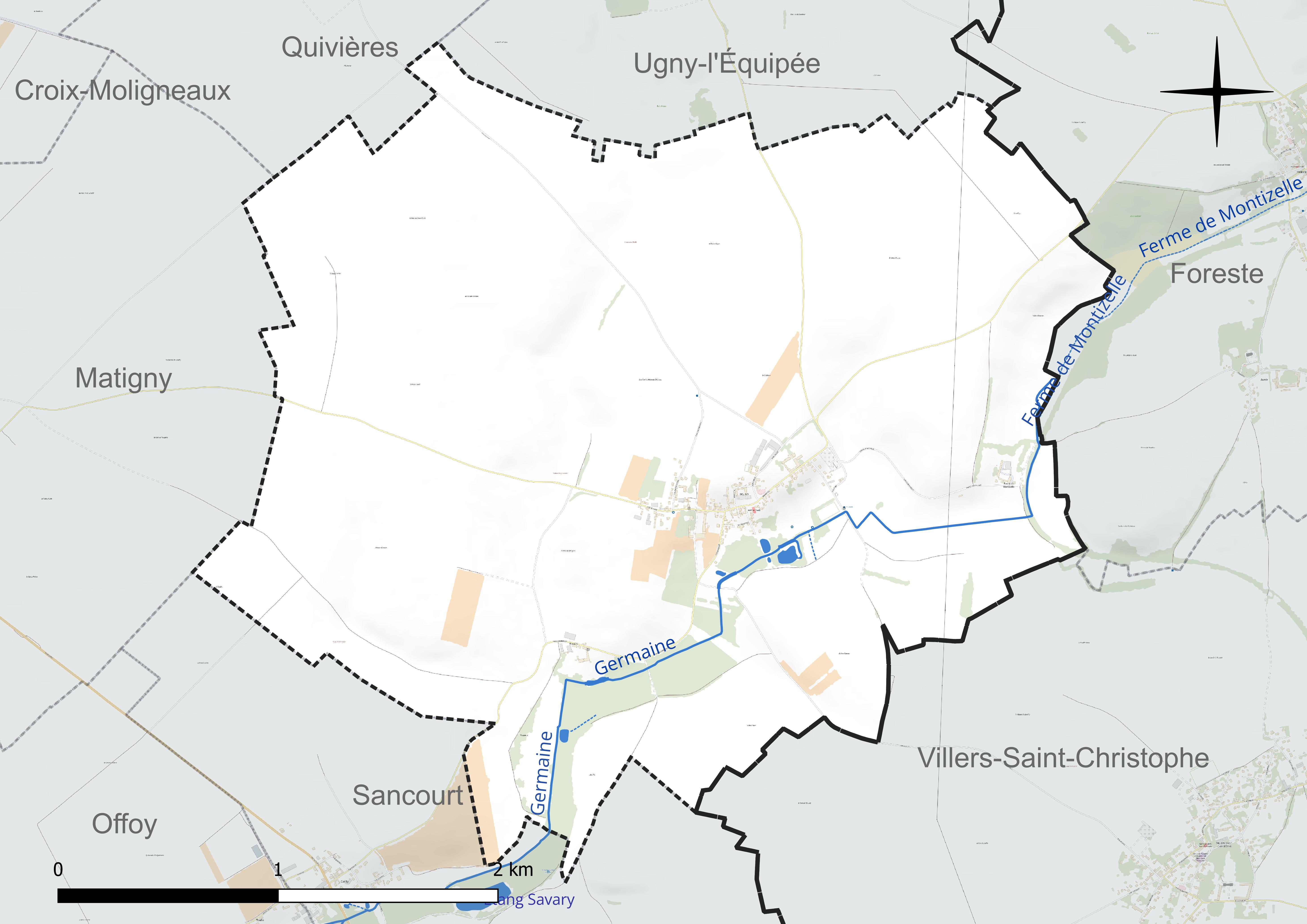
Réseau hydrographique de Douilly.

#### Gestion et qualité des eaux
Le territoire communal est couvert par le schéma d'aménagement et de gestion des eaux (SAGE) « Haute Somme ». Ce document de planification concerne un territoire de 1 798 km2 de superficie, délimité par le bassin versant de la Haute Somme est constitué d'un réseau hydrographique complexe de cours d'eau, de marais, d'étangs et de canaux. Le périmètre a été arrêté le 21 avril 2006 et le SAGE proprement dit a été approuvé le 15 juin 2017. La structure porteuse de l'élaboration et de la mise en œuvre est le syndicat mixte d'aménagement hydraulique du bassin versant de la Somme (AMEVA).
La qualité des cours d'eau peut être consultée sur un site dédié géré par les agences de l'eau et l'Agence française pour la biodiversité.

### Climat
Pour des articles plus généraux, voir Climat des Hauts-de-France et Climat de la Somme.
En 2010, le climat de la commune est de type climat océanique dégradé des plaines du Centre et du Nord, selon une étude du CNRS s'appuyant sur une série de données couvrant la période 1971-2000. En 2020, Météo-France publie une typologie des climats de la France métropolitaine dans laquelle la commune est exposée à un climat océanique et est dans la région climatique Nord-est du bassin Parisien, caractérisée par un ensoleillement médiocre, une pluviométrie moyenne régulièrement répartie au cours de l'année et un hiver froid (3 °C).
Pour la période 1971-2000, la température annuelle moyenne est de 10,4 °C, avec une amplitude thermique annuelle de 15 °C. Le cumul annuel moyen de précipitations est de 693 mm, avec 11,1 jours de précipitations en janvier et 9,2 jours en juillet. Pour la période 1991-2020, la température moyenne annuelle observée sur la station météorologique la plus proche, située sur la commune d'Estrées-Mons à 10 km à vol d'oiseau, est de 11,0 °C et le cumul annuel moyen de précipitations est de 647,5 mm,. Pour l'avenir, les paramètres climatiques de la commune estimés pour 2050 selon différents scénarios d'émission de gaz à effet de serre sont consultables sur un site dédié publié par Météo-France en novembre 2022.

## Urbanisme

### Typologie
Au 1er janvier 2024, Douilly est catégorisée commune rurale à habitat dispersé, selon la nouvelle grille communale de densité à sept niveaux définie par l'Insee en 2022.
Elle est située hors unité urbaine et hors attraction des villes,.

### Occupation des sols
L'occupation des sols de la commune, telle qu'elle ressort de la base de données européenne d'occupation biophysique des sols Corine Land Cover (CLC), est marquée par l'importance des territoires agricoles (92,7 % en 2018), une proportion identique à celle de 1990 (92,7 %). La répartition détaillée en 2018 est la suivante :
terres arables (91,8 %), zones urbanisées (4,3 %), forêts (3 %), zones agricoles hétérogènes (0,9 %). L'évolution de l'occupation des sols de la commune et de ses infrastructures peut être observée sur les différentes représentations cartographiques du territoire : la carte de Cassini (XVIIIe siècle), la carte d'état-major (1820-1866) et les cartes ou photos aériennes de l'IGN pour la période actuelle (1950 à aujourd'hui).

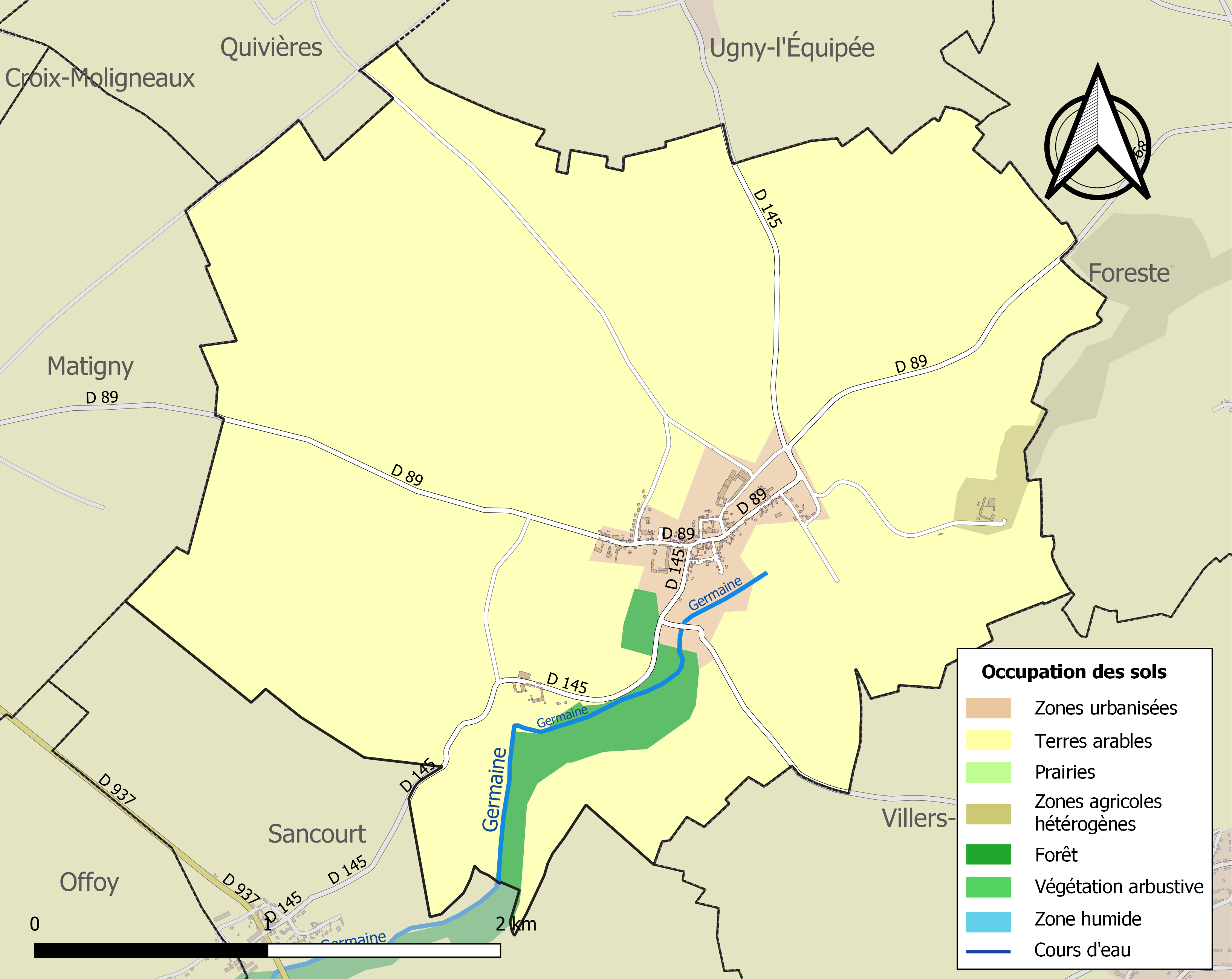
Carte des infrastructures et de l'occupation des sols de la commune en 2018 (CLC).

### Voies de communication et transports
La localité est desservie par les autocars du réseau inter-urbain Trans'80, Hauts-de-France (ligne no 51, Mesnil-Bruntel - Saint-Christ-Briost - Ham).

## Toponymie
Le nom de la localité est attesté sous les formes Ovilliacum en 922 ; Dulgiacus en 986 ; Dolli en 1107 ; Dulli en 1116 ; Douilli en 1142 ; Doilli en 1145 ; Dully en 1149 ; Duliacum en 1188 ; Dulliacum en 1201 ; Doulli en 1238 ; Douelli en 1258 ; Doully en 1263 ; Douilly en 1290 ; Douilly-Margère en 1801.
Margères (Margère), une ancienne ferme dépendante de Douilly, attesté sous les formes Margellæ en 1113 ; Margelli en 1140 ; Marzeles en 1145 ; Margeles en 1175 ; Margières en 1226 ; Margelle en 1256 ; Margelles en 1258 ; Margère en 1733. Margères serait la prononciation picarde de Margelles.
Montizelle (Montizel), une ancienne ferme et hameau dépendant de Douilly, attesté sous les formes Montisel en 1153 ; Mons-Iselli, 1182 ; Montizel, 1733 ; Montizelle.

## Histoire

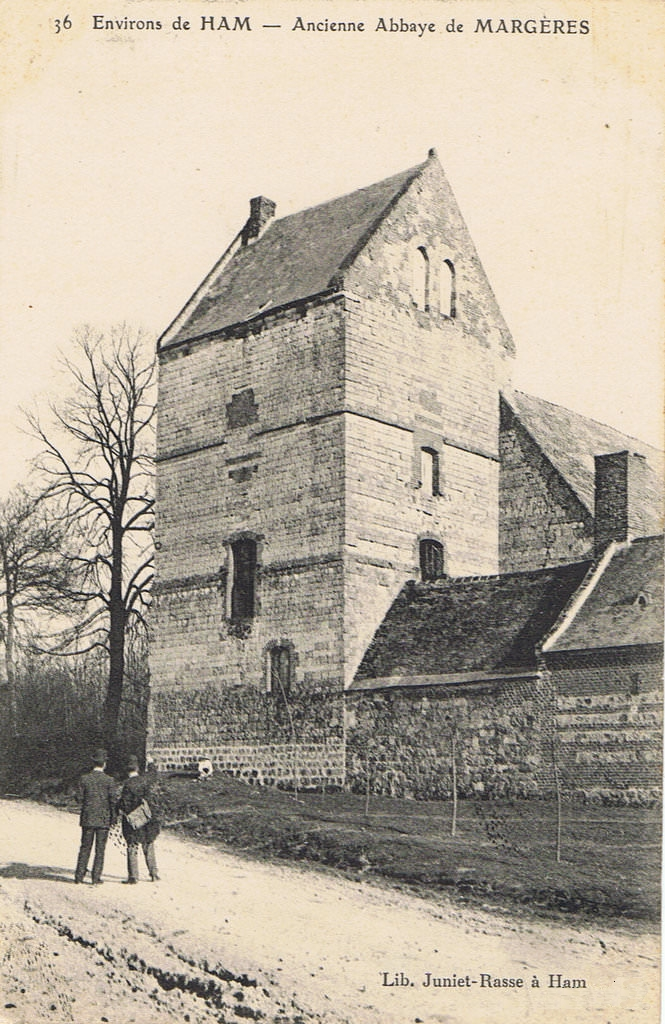
Carte postale de l'ancien prieuré de Margères vers 1910.

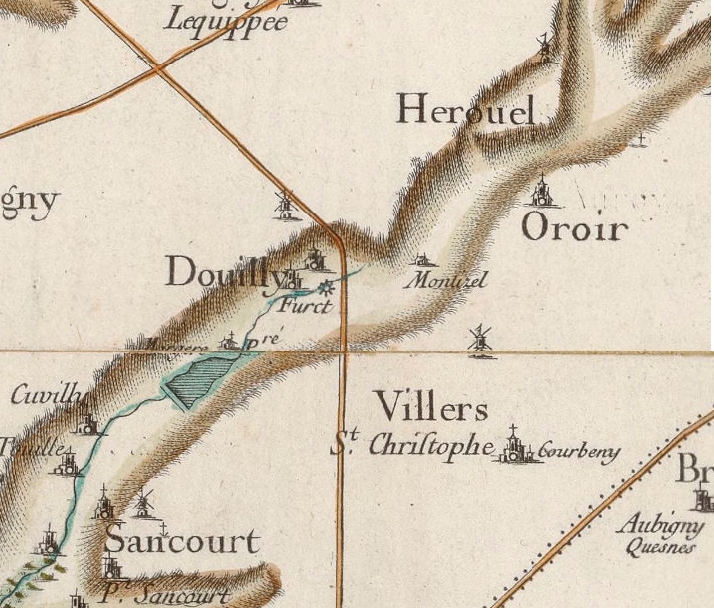
Carte de Cassini du secteur
(vers 1750)

Hector Josse a publié en 1888 une étude historique très documentée et illustrée de nombreux dessins d'Edouard Lévêque consultable sur le site de la Bibliothèque Nationale en cliquant sur le lien ci-après.
Antiquité
Le lieu-dit les Hautes Bornes est considéré comme « souvenir » de monuments celtiques.
Moyen Âge
Au Xe siècle, Douilly appartenait aux seigneurs de Ham qui descendaient de Charlemagne.
Durant la guerre entre Armagnacs et Bourguignons, en 1411, les villageois se réfugient dans des souterrains.

### Temps modernes et contemporains
Sur la carte de Cassini ci-jointe datée du milieu du XVIIe siècle, on noté la présence d'un moulin à vent en bois au nord du village, d'un moulin à eau implantée sur le cours de la Germaine, de la ferme de Montizel qui existe encore de nos jours, et, à environ 1 km au sud-ouest, du prieuré de Margère, qui est une ferme aujourd'hui. Margère, autrefois Margelle ou Margères, fut un prieuré conventuel, communauté de femmes de 1093 à 1258. À cette date, à la suite d'un différend entre les sœurs du couvent et la population des villages avoisinants concernant la possession des près, ce prieuré fut incendié.

En 1552, les troupes incendiaires du comte de Rœux ravagent le village et Margère.
La commune, instituée lors de la Révolution française, absorbe entre 1790 et 1794 celle de Margère, et prend, en 1801 le nom de Douilly-Margère avant de reprendre, ultérieurement, celui de Douilly.
Lors de la Révolution, le 24 juin 1795, a lieu le partage des biens communaux. Les 469 lots de prairies entre Margère, Douilly et Montizelle sont partagés par tirage au sort entre les 89 chefs de ménage de la commune.
Une sucrerie est édifiée en 1861 à Neuforest. En 1877, elle produit 760 tonnes de sucre en soixante jours de travail.
Première Guerre mondiale
Pendant une grande partie de la guerre, la commune est occupée par l'armée allemande dès octobre 1914. L'occupant détruit systématiquement le village en 1917 lors de leur retrait sur la ligne Hindenburg et en mars 1918 lors de l'ultime offensive jusqu'aux portes d'Amiens,. La reconstruction par des baraquements commence dès le début de l'année 1918.
Pour le Centenaire de la Libération de Douilly par l'armée française, l'Amicale des Anciens Elèves de Douilly a publié un livre (2018) relatant les conditions d'âpreté et de pillages de l'occupation allemande dans le village. Ce livre illustré (Cicatrices / Douilly 1918-2018) de 123 pages comporte des photos du village détruit, des témoignages poignants de nos jeunes sur le front et des habitants restés au village ou en exode. Le livre est en vente à la mairie. Un circuit pédestre historique avec de larges photos de cette période a été inauguré dans le village.
À la fin de la guerre, la commune est considérée comme totalement détruite. Elle a été décorée avec palme de la Croix de guerre 1914-1918 le 27 octobre 1920.

## Politique et administration

### Rattachements administratifs et électoraux
La commune se trouve dans l'arrondissement de Péronne du département de la Somme. Pour l'élection des députés, elle fait partie depuis 1958 de la cinquième circonscription de la Somme.
La commune fait partie depuis 1793 du canton de Ham. Dans le cadre du redécoupage cantonal de 2014 en France, ce canton, dont la commune fait toujours partie, est modifié, passant passe de 19 à 67 communes.

### Intercommunalité
La commune faisait partie de la communauté de communes du Pays Hamois, qui succédait au district de Ham, créé en 1960, que Brouchy avait rejoint en 1961.
La loi portant nouvelle organisation territoriale de la République (Loi NOTRe) du 7 août 2015, prévoyant que les établissements publics de coopération intercommunale (EPCI) à fiscalité propre doivent avoir un minimum de 15 000 habitants, le schéma départemental de coopération intercommunale (SDCI) arrêté par le préfet de la Somme le 30 mars 2016 prévoit notamment la fusion des communautés de communes du Pays Hamois et celle du Pays Neslois, afin de constituer une intercommunalité de 42 communes groupant 20 822 habitants, et précise qu'il « s'agit d'un bassin de vie cohérent dans lequel existent déjà des migrations pendulaires entre Ham et Nesle. Ainsi Ham offre des équipements culturels, scolaires et sportifs (médiathèque et auditorium de musique de grande capacité, lycée professionnel, complexe nautique), tandis que Nesle est la commune d'accueil de grandes entreprises de l'agroalimentaire ainsi que de leurs sous-traitants ».
La fusion intervient le 1er janvier 2017 et la nouvelle structure, dont la commune fait désormais partie, prend le nom de communauté de communes de l'Est de la Somme,.

### Liste des maires
| Période | Période  | Identité                        | Étiquette | Qualité |
| ------- | -------- | ------------------------------- | --------- | ------- |
| 1789    | 1793     | Jean Louis Nicolas Demarolle    |           |         |
| 1793    | 1794     | Charles Alexis Nicolas Huyon    |           |         |
| 1794    | 1798     | Eloy Valingot                   |           |         |
| 1799    | 1823     | Jean Louis Nicolas Demarolle    |           |         |
| 1823    | 1825     | Céleste de Roucy                |           |         |
| 1825    | 1840     | Jean Louis Joseph Demarolle     |           |         |
| 1840    | 1902     | Louis Joseph Romain Demarolle   |           |         |
| 1902    | 1921     | Louis Charles Fernand Demarolle |           |         |
| 1921    | 1925     | Emile Cordier                   |           |         |
| 1925    | 1929     | Stanislas Mortecrette           |           |         |
| 1929    | 1934     | Gabriel Rouzé                   |           |         |
| 1934    | 1953     | Marcel Lefevre                  |           |         |
| 1953    | 1961     | Claude Mulliez                  |           |         |
| 1962    | 1966     | Charles Fontaine                |           |         |
| 1966    | 1989     | Edouard Dossin                  |           |         |
| 1989    | 1998     | Catherine Gru                   |           |         |
| 1998    | 2001     | Jean Bryska                     |           |         |
| 2001    | 2014     | Jean-Marie Van elsen            |           |         |
| 2015    | En cours | Aline Sprysch                   |           |         |

### Politique de développement durable
Un projet de création de parc éolien, dit de la Voie Corette, est autorisé en mai 2017, après de longues controverses. Il comprendra six éoliennes à Douilly et trois à Matigny,.

## Population et société

### Démographie
L'évolution du nombre d'habitants est connue à travers les recensements de la population effectués dans la commune depuis 1793. Pour les communes de moins de 10 000 habitants, une enquête de recensement portant sur toute la population est réalisée tous les cinq ans, les populations de référence des années intermédiaires étant quant à elles estimées par interpolation ou extrapolation. Pour la commune, le premier recensement exhaustif entrant dans le cadre du nouveau dispositif a été réalisé en 2008.

En 2022, la commune comptait 250 habitants, en évolution de +5,93 % par rapport à 2016 (Somme : −1,26 %, France hors Mayotte : +2,11 %).
| 1793 | 1800 | 1806 | 1821 | 1831 | 1836 | 1841 | 1846 | 1851 |
| ---- | ---- | ---- | ---- | ---- | ---- | ---- | ---- | ---- |
| 438  | 423  | 507  | 508  | 531  | 556  | 557  | 518  | 523  |

| 1856 | 1861 | 1866 | 1872 | 1876 | 1881 | 1886 | 1891 | 1896 |
| ---- | ---- | ---- | ---- | ---- | ---- | ---- | ---- | ---- |
| 504  | 463  | 465  | 459  | 477  | 460  | 484  | 558  | 582  |

| 1901 | 1906 | 1911 | 1921 | 1926 | 1931 | 1936 | 1946 | 1954 |
| ---- | ---- | ---- | ---- | ---- | ---- | ---- | ---- | ---- |
| 502  | 455  | 458  | 233  | 252  | 279  | 299  | 309  | 295  |

| 1962 | 1968 | 1975 | 1982 | 1990 | 1999 | 2006 | 2008 | 2013 |
| ---- | ---- | ---- | ---- | ---- | ---- | ---- | ---- | ---- |
| 296  | 296  | 292  | 260  | 250  | 222  | 243  | 249  | 233  |

| 2018 | 2022 | - | - | - | - | - | - | - |
| ---- | ---- | - | - | - | - | - | - | - |
| 245  | 250  | - | - | - | - | - | - | - |

### Enseignement
À la rentrée 2017, la commune compte une école maternelle de 26 élèves, située dans l'académie d'Amiens.
Le syndicat intercommunal scolaire des 9 clochers (SISCO) regroupe en 2018 les élèves de Croix-Moligneaux, Douilly, Matigny, Offoy, Quivières, Sancourt, Ugny-l'Équipée, Voyennes et Y.

## Culture locale et patrimoine

### Lieux et monuments
- Église Saint-Étienne[38], En 986, un diplôme du Roi Lothaire signale la redevance de l'église de Douilly à l'Abbaye St.Eloi de Noyon. Brûlée de l'intérieur en 1917 lors de la Première Guerre mondiale, elle fut reconstruite en 1929[39]. Le clocher résista, le transept sud est du XVe siècle. De nombreuses inscriptions et graffitis sont gravés de phrases historiques:" 1553, les feux du Vermandois.." et les dates 1234 et 1343 y sont visibles.
- Chapelle funéraire Mortecrette en pierre blanche, proche de l'église avec fronton décoré d'un rameau de laurier[40].
- Chapelle funéraire Demarolle-Cordier, au milieu du village, avec clocheton[40]. La chapelle de "l'enfant-Jésus" est le prolongement de l'oratoire édifié en 1720 par la famille Fouquier. Cette chapelle actuelle, construite vers 1830 par la famille Demarolle fut épargnée en 1914-18.
- L'ancienne gare de Douilly sur la ligne Saint-Quentin - Ham, ouverte au public en décembre 1910 jusqu'en 1955. Le trafic de marchandises perdurera jusqu'en 1990 avec Douilly comme terminus. La ligne sera définitivement fermée en 1990 et démantelée.
- Le Prieuré de Margère. Autrefois métairie puis Prieuré. Son origine remonte en l'an 1093. Reconstruite après la Première Guerre mondiale. Quelques bâtiments ont été épargnés

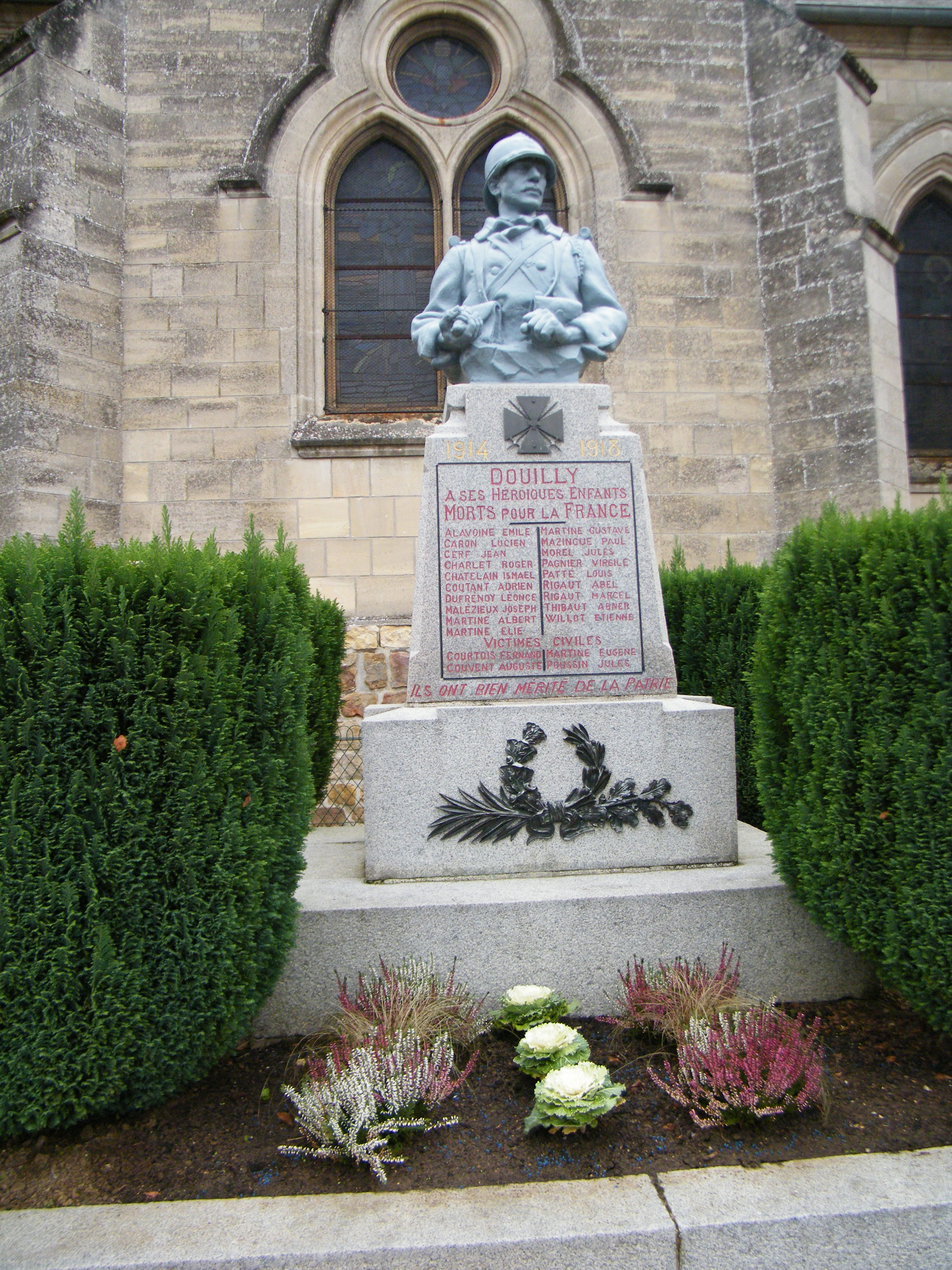
Le monument aux morts.
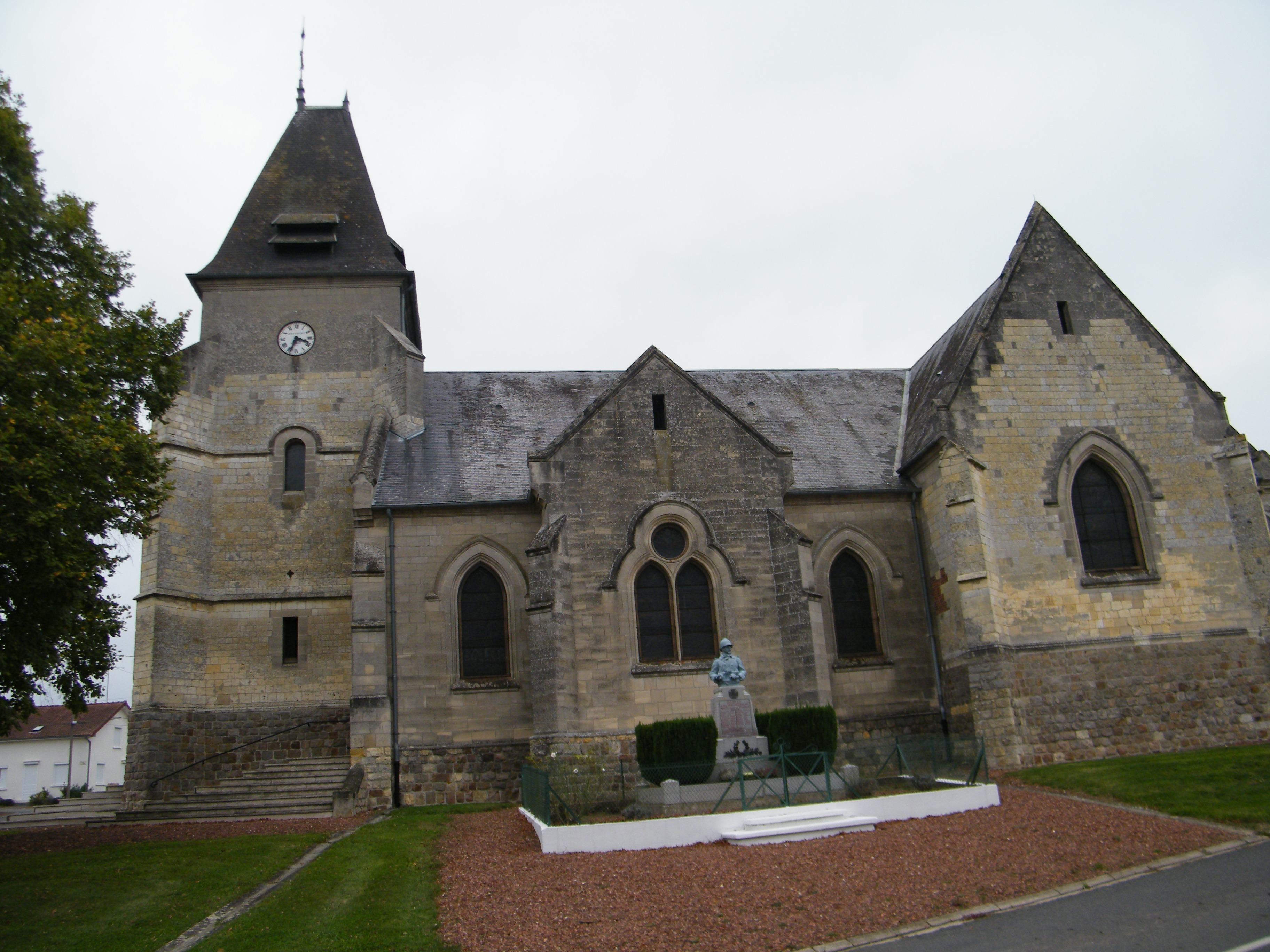
L'église Saint-Étienne.
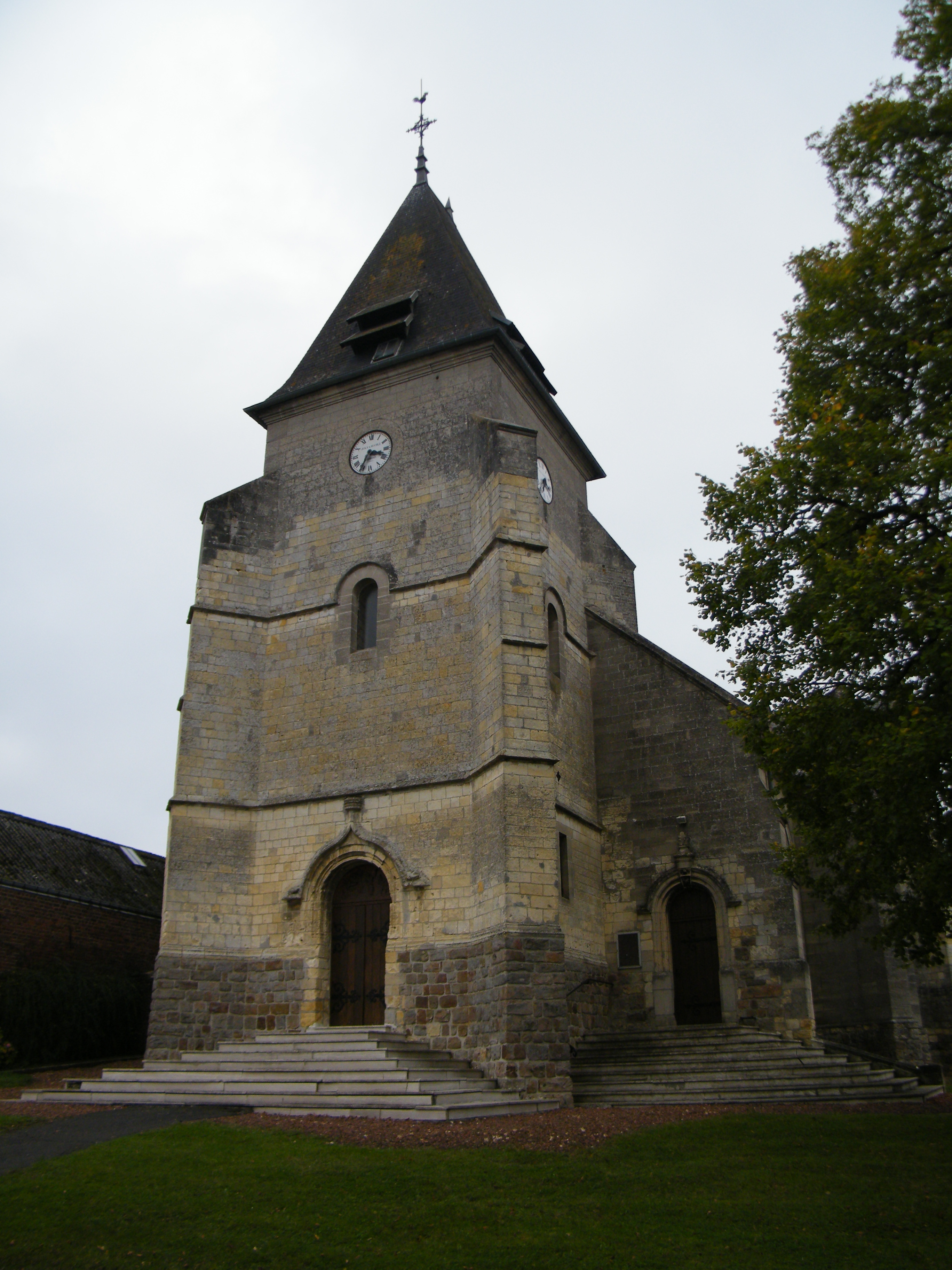
Façade de l'église.
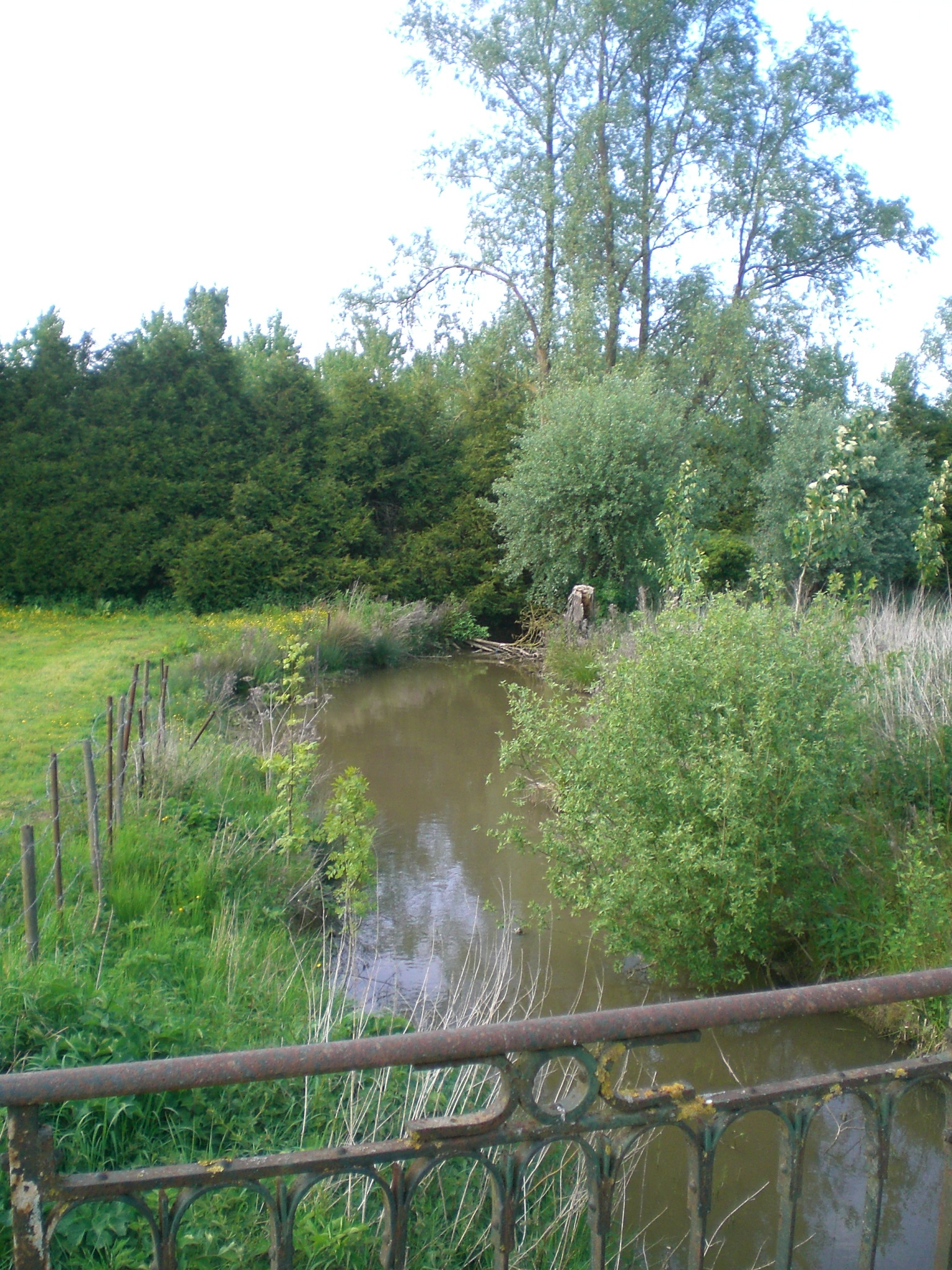
La Germaine.
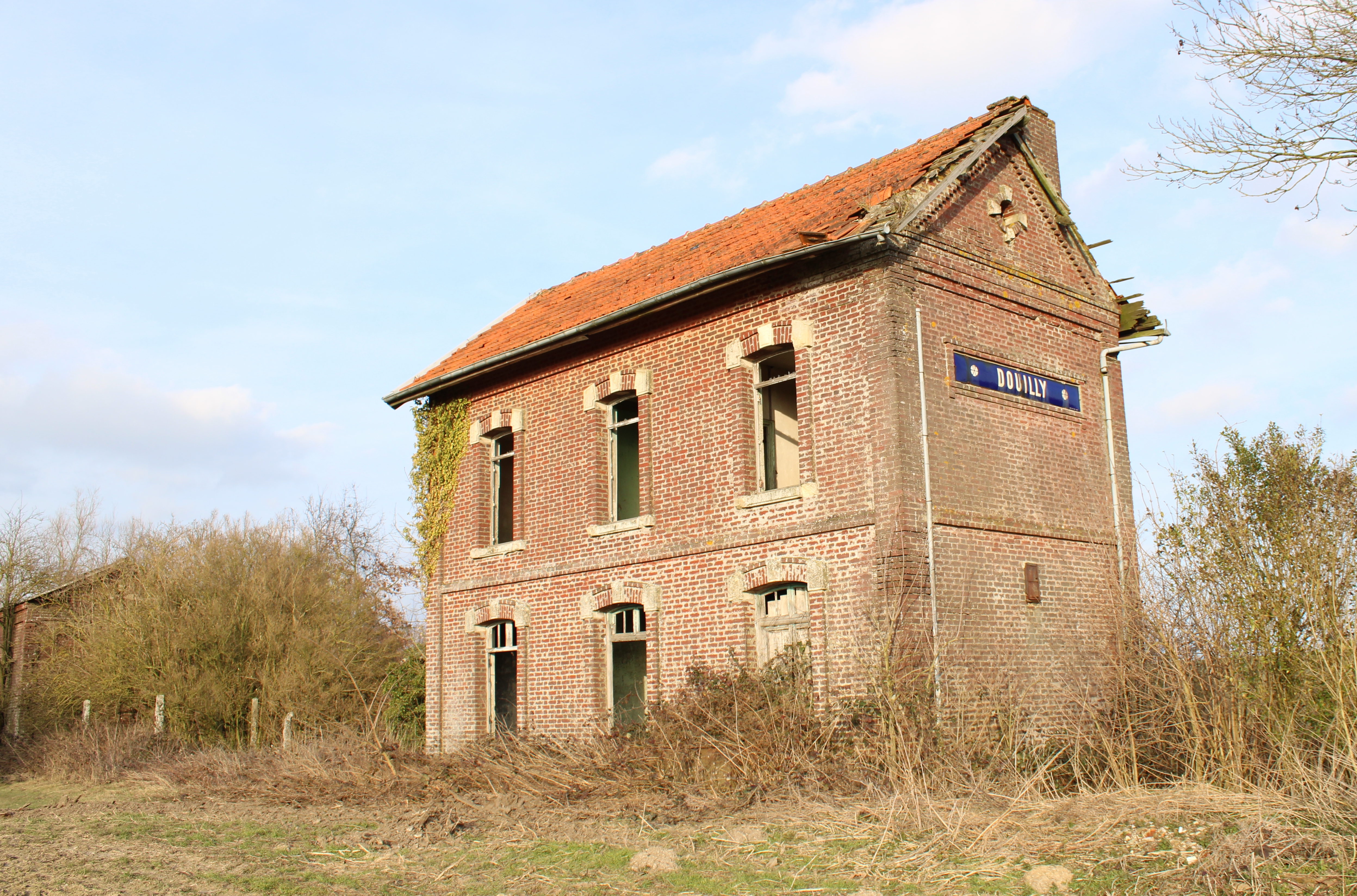
Ancienne gare de la ligne Saint-Quentin-Ham près de la ferme de Montizel.

### Dessins du village en 1886

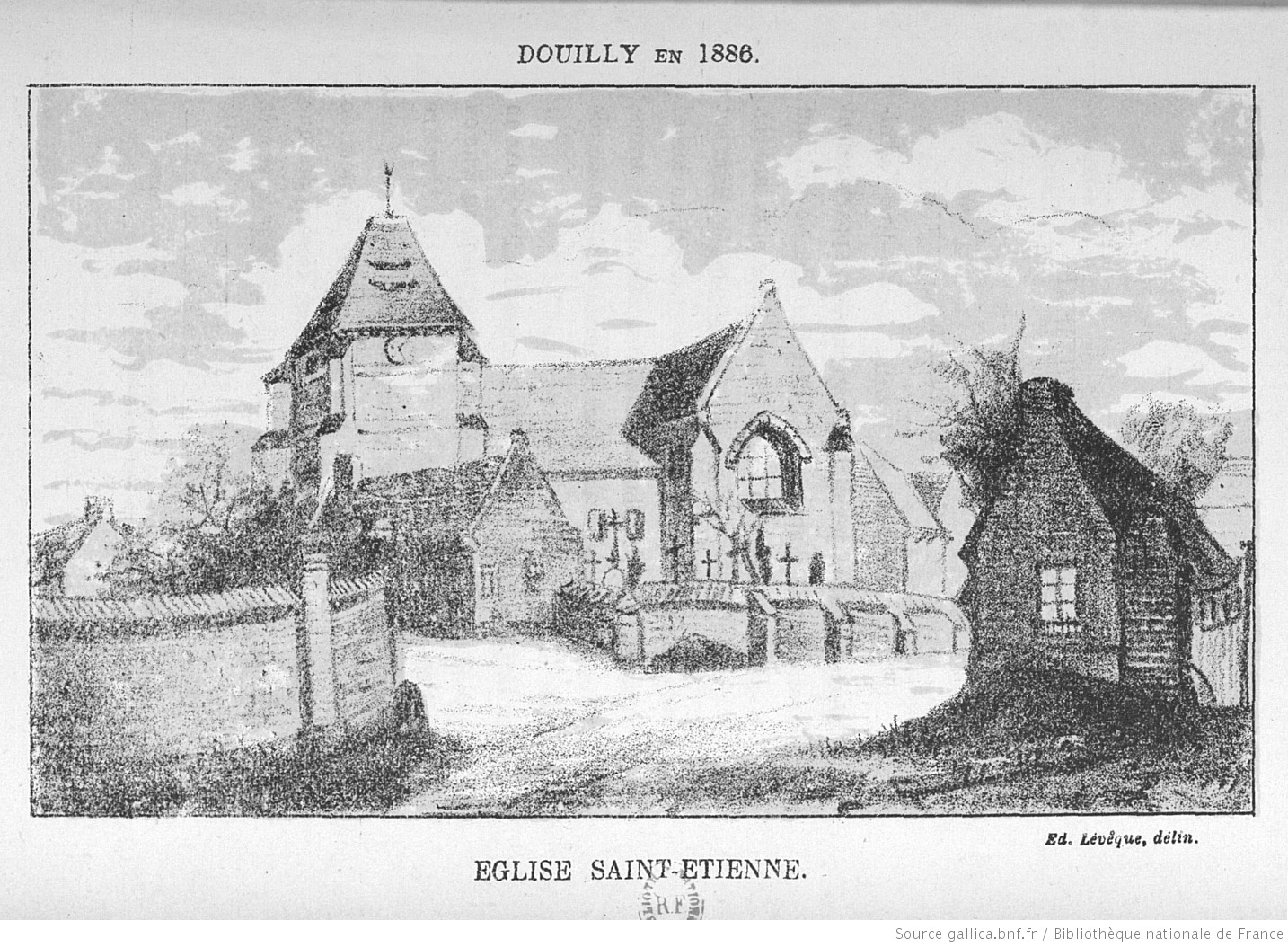
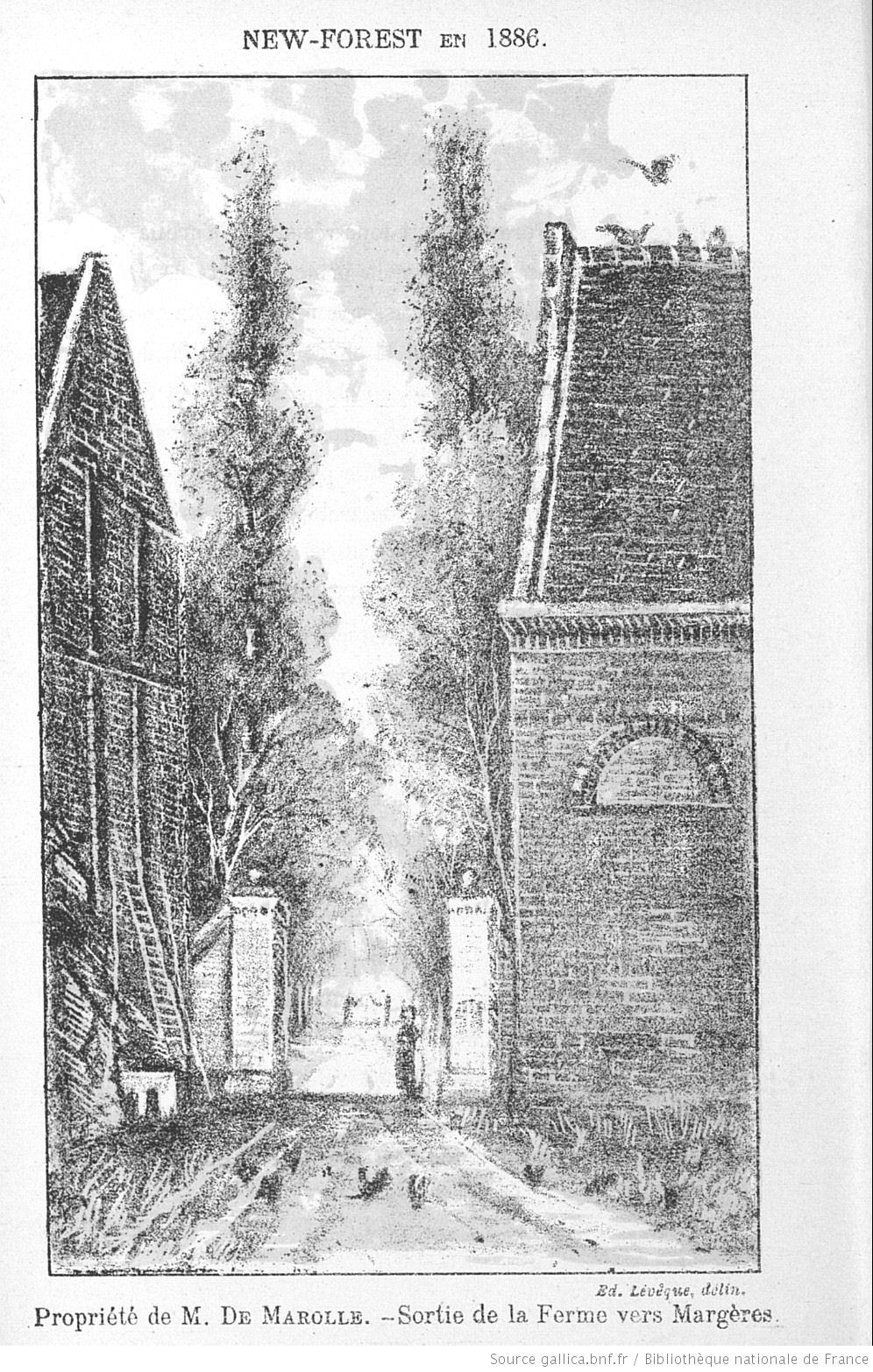
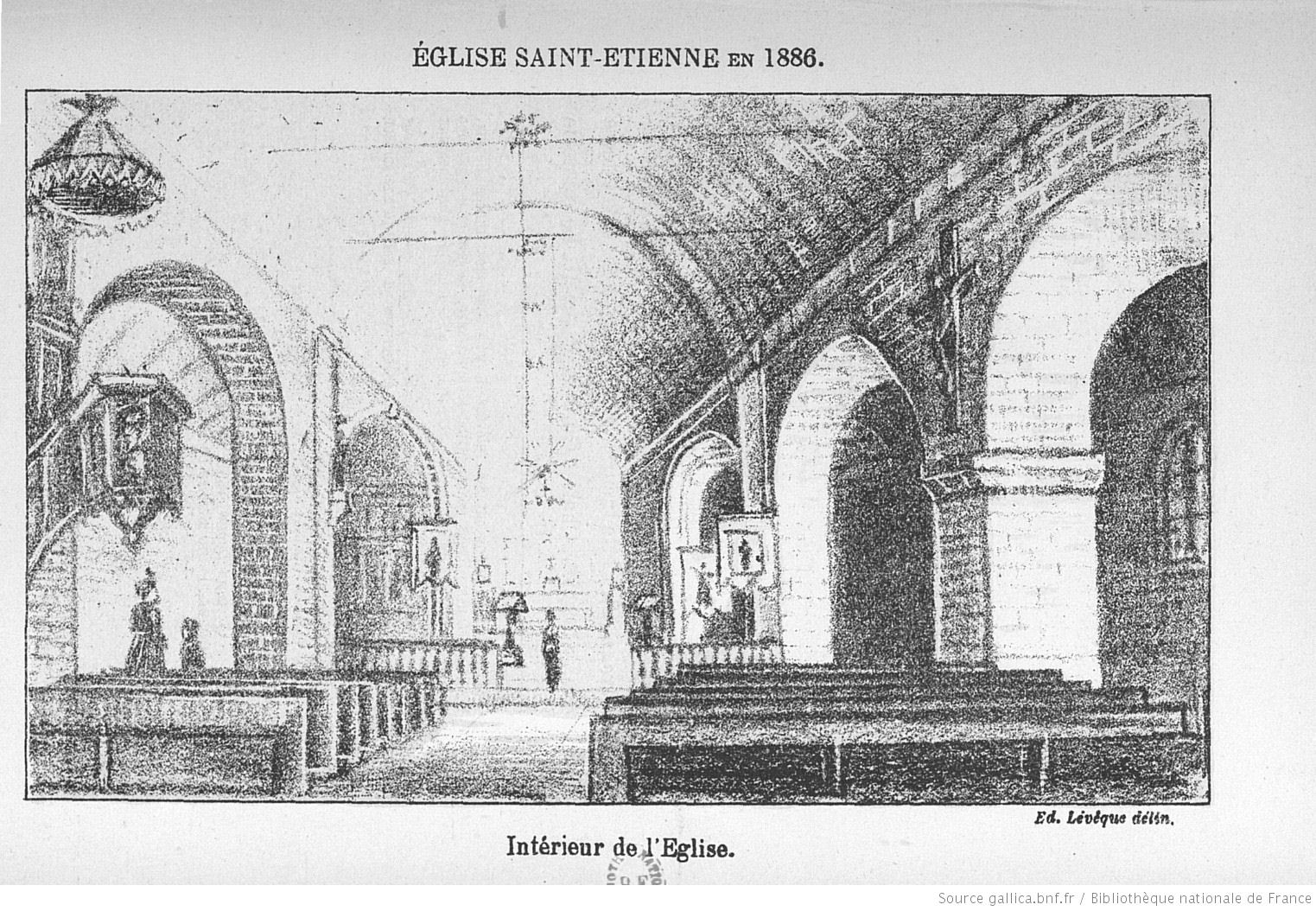
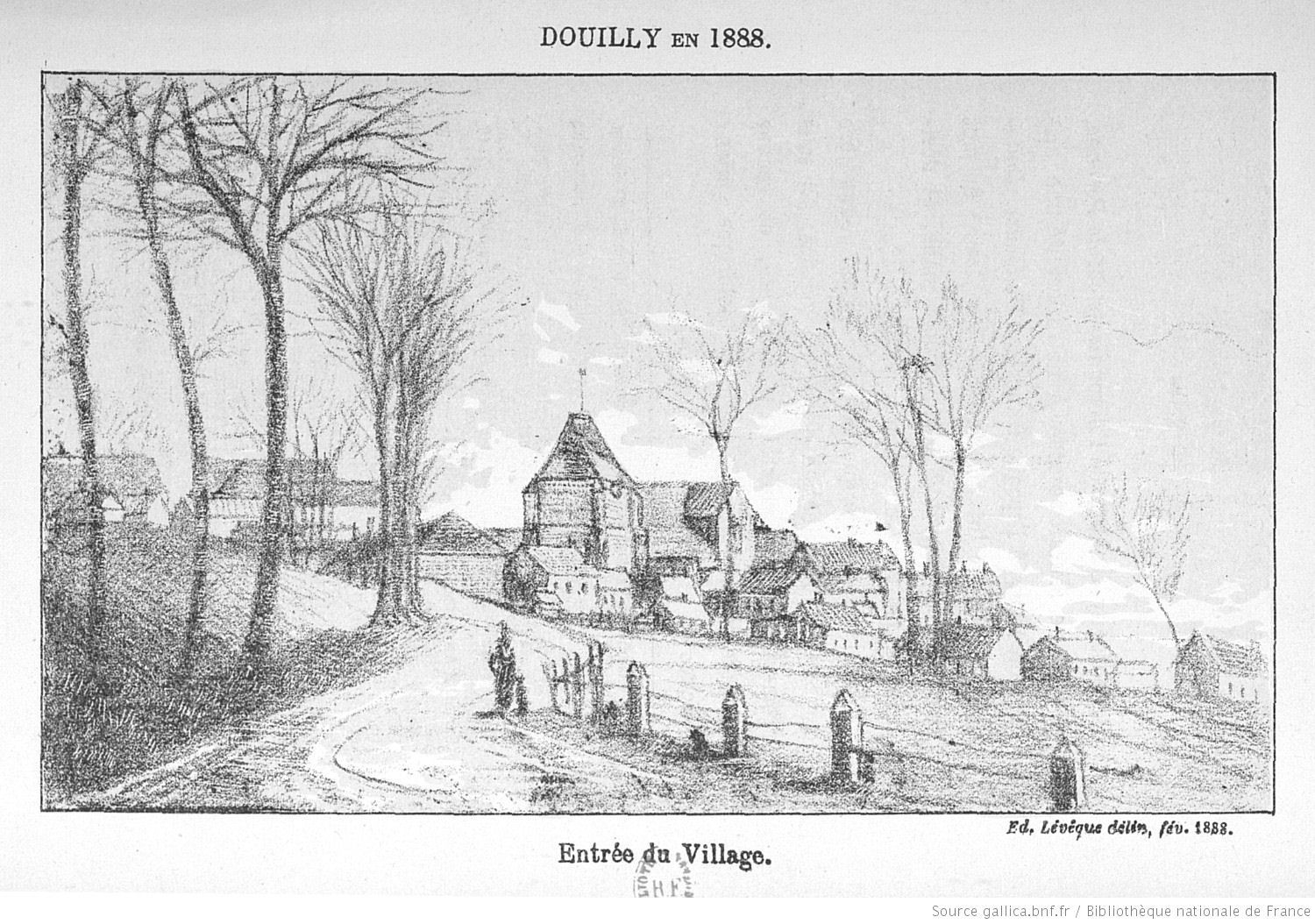
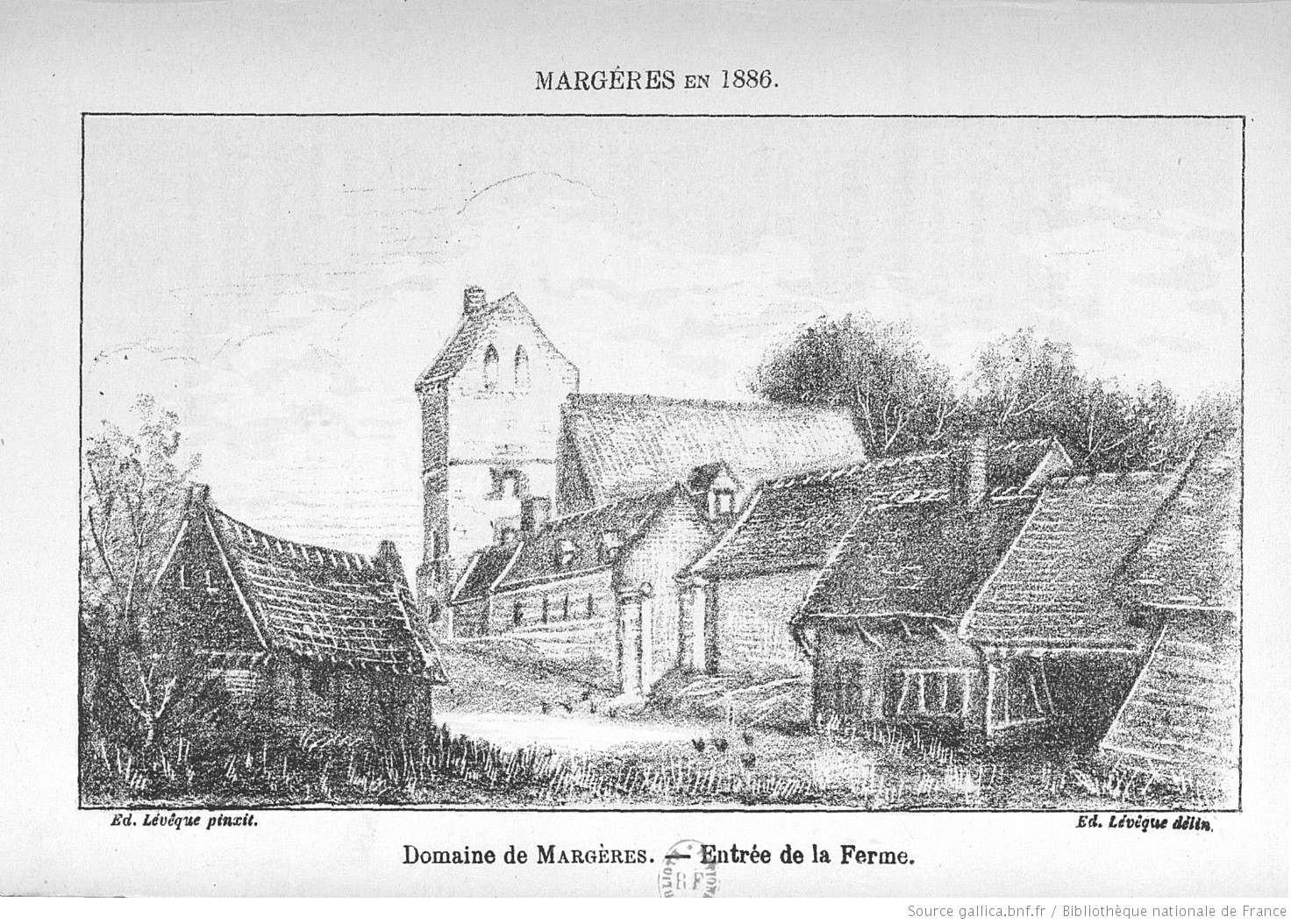
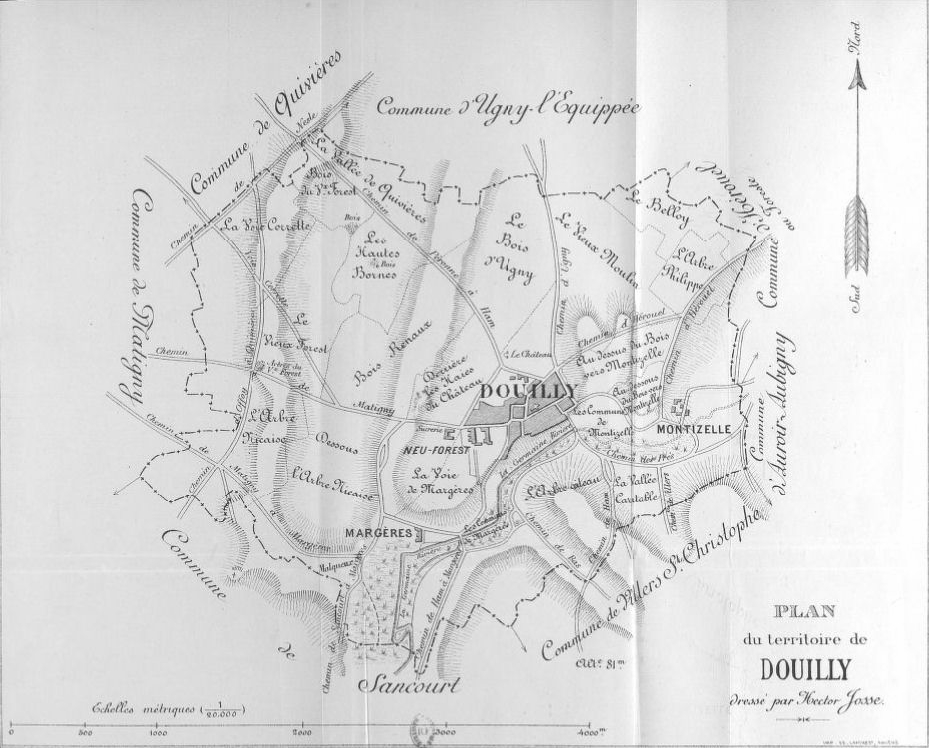

### Héraldique
| Blason de Douilly | Blason  | D'or fretté ondé d'azur de huit pièces ; au chef parti d'argent et de gueules chargé de trois disques de l'un en l'autre. Ornements extérieursCroix de guerre 1914-1918 |
| Blason de Douilly | Détails | Le chef évoque la famille Lallier du Fayet, dont étaient issus les anciens seigneurs de Douilly aux XVIIe et XVIIIe siècles. Le champ fretté rappelle quant à lui la famille de Moÿ de Sons qui possédait l'autre moitié de la seigneurie à la même époque. Adopté vers 1990. |